# Trenton (Illinois)
Trenton é uma cidade localizada no estado americano de Illinois, no Condado de Clinton.

## Demografia
Segundo o censo americano de 2000, a sua população era de 2610 habitantes.
Em 2006, foi estimada uma população de 2674, um aumento de 64 (2.5%).

## Geografia
De acordo com o United States Census Bureau tem uma área de
2,5 km², dos quais 2,5 km² cobertos por terra e 0,0 km² cobertos por água. Trenton localiza-se a aproximadamente 151 m acima do nível do mar.

## Localidades na vizinhança
O diagrama seguinte representa as localidades num raio de 12 km ao redor de Trenton.